# Danh sách tiểu hành tinh: 16601–16700
| Tên             | Tên đầu tiên | Ngày phát hiện       | Nơi phát hiện  | Người phát hiện                  |
| --------------- | ------------ | -------------------- | -------------- | -------------------------------- |
| 16601           | 1993 FQ1     | 25 tháng 3 năm 1993  | Kushiro        | S. Ueda, H. Kaneda               |
| 16602 Anabuki   | 1993 FY3     | 17 tháng 3 năm 1993  | Geisei         | T. Seki                          |
| 16603 -         | 1993 FG6     | 17 tháng 3 năm 1993  | La Silla       | UESAC                            |
| 16604 -         | 1993 FQ10    | 17 tháng 3 năm 1993  | La Silla       | UESAC                            |
| 16605 -         | 1993 FR10    | 17 tháng 3 năm 1993  | La Silla       | UESAC                            |
| 16606 -         | 1993 FH11    | 17 tháng 3 năm 1993  | La Silla       | UESAC                            |
| 16607 -         | 1993 FN12    | 17 tháng 3 năm 1993  | La Silla       | UESAC                            |
| 16608 -         | 1993 FA23    | 21 tháng 3 năm 1993  | La Silla       | UESAC                            |
| 16609 -         | 1993 FB23    | 21 tháng 3 năm 1993  | La Silla       | UESAC                            |
| 16610 -         | 1993 FV23    | 21 tháng 3 năm 1993  | La Silla       | UESAC                            |
| 16611 -         | 1993 FY23    | 21 tháng 3 năm 1993  | La Silla       | UESAC                            |
| 16612 -         | 1993 FF25    | 21 tháng 3 năm 1993  | La Silla       | UESAC                            |
| 16613 -         | 1993 FD28    | 21 tháng 3 năm 1993  | La Silla       | UESAC                            |
| 16614 -         | 1993 FS35    | 19 tháng 3 năm 1993  | La Silla       | UESAC                            |
| 16615 -         | 1993 FW40    | 19 tháng 3 năm 1993  | La Silla       | UESAC                            |
| 16616 -         | 1993 FB44    | 19 tháng 3 năm 1993  | La Silla       | UESAC                            |
| 16617 -         | 1993 FC48    | 19 tháng 3 năm 1993  | La Silla       | UESAC                            |
| 16618 -         | 1993 FX52    | 17 tháng 3 năm 1993  | La Silla       | UESAC                            |
| 16619 -         | 1993 FR58    | 19 tháng 3 năm 1993  | La Silla       | UESAC                            |
| 16620 -         | 1993 FE78    | 21 tháng 3 năm 1993  | La Silla       | UESAC                            |
| 16621 -         | 1993 FA84    | 23 tháng 3 năm 1993  | La Silla       | UESAC                            |
| 16622           | 1993 GG1     | 15 tháng 4 năm 1993  | Palomar        | H. E. Holt                       |
| 16623           | 1993 GM1     | 14 tháng 4 năm 1993  | La Silla       | H. Debehogne                     |
| 16624 Hoshizawa | 1993 HX      | 16 tháng 4 năm 1993  | Kitami         | K. Endate, K. Watanabe           |
| 16625 Kunitsugu | 1993 HG1     | 20 tháng 4 năm 1993  | Kitami         | K. Endate, K. Watanabe           |
| 16626 Thumper   | 1993 HJ3     | 20 tháng 4 năm 1993  | Kitt Peak      | Spacewatch                       |
| 16627           | 1993 JK      | 14 tháng 5 năm 1993  | Kushiro        | S. Ueda, H. Kaneda               |
| 16628 -         | 1993 KF      | 16 tháng 5 năm 1993  | Kiyosato       | S. Otomo                         |
| 16629           | 1993 LK1     | 15 tháng 6 năm 1993  | Palomar        | H. E. Holt                       |
| 16630 -         | 1993 NZ1     | 12 tháng 7 năm 1993  | La Silla       | E. W. Elst                       |
| 16631 -         | 1993 OY3     | 20 tháng 7 năm 1993  | La Silla       | E. W. Elst                       |
| 16632 -         | 1993 OH4     | 20 tháng 7 năm 1993  | La Silla       | E. W. Elst                       |
| 16633 -         | 1993 OV5     | 20 tháng 7 năm 1993  | La Silla       | E. W. Elst                       |
| 16634 -         | 1993 OD8     | 20 tháng 7 năm 1993  | La Silla       | E. W. Elst                       |
| 16635 -         | 1993 QO      | 20 tháng 8 năm 1993  | Palomar        | E. F. Helin                      |
| 16636 -         | 1993 QP      | 23 tháng 8 năm 1993  | Palomar        | E. F. Helin, K. J. Lawrence      |
| 16637 -         | 1993 QP2     | 16 tháng 8 năm 1993  | Caussols       | E. W. Elst                       |
| 16638 -         | 1993 QN3     | 18 tháng 8 năm 1993  | Caussols       | E. W. Elst                       |
| 16639 -         | 1993 QD4     | 18 tháng 8 năm 1993  | Caussols       | E. W. Elst                       |
| 16640 -         | 1993 QU9     | 20 tháng 8 năm 1993  | La Silla       | E. W. Elst                       |
| 16641 Esteban   | 1993 QH10    | 16 tháng 8 năm 1993  | Palomar        | C. S. Shoemaker, E. M. Shoemaker |
| 16642 -         | 1993 RK4     | 15 tháng 9 năm 1993  | La Silla       | E. W. Elst                       |
| 16643           | 1993 RV15    | 15 tháng 9 năm 1993  | La Silla       | H. Debehogne, E. W. Elst         |
| 16644 -         | 1993 SH1     | 16 tháng 9 năm 1993  | Kitami         | K. Endate, K. Watanabe           |
| 16645 Aldalara  | 1993 SP3     | 22 tháng 9 năm 1993  | Mérida         | O. A. Naranjo                    |
| 16646 Sparrman  | 1993 SJ5     | 19 tháng 9 năm 1993  | Caussols       | E. W. Elst                       |
| 16647 -         | 1993 SQ6     | 17 tháng 9 năm 1993  | La Silla       | E. W. Elst                       |
| 16648 -         | 1993 SH7     | 17 tháng 9 năm 1993  | La Silla       | E. W. Elst                       |
| 16649 -         | 1993 TY1     | 15 tháng 10 năm 1993 | Kitami         | K. Endate, K. Watanabe           |
| 16650 -         | 1993 TE3     | 11 tháng 10 năm 1993 | Kitami         | K. Endate, K. Watanabe           |
| 16651           | 1993 TS11    | 13 tháng 10 năm 1993 | Palomar        | H. E. Holt                       |
| 16652           | 1993 TT12    | 13 tháng 10 năm 1993 | Palomar        | H. E. Holt                       |
| 16653 -         | 1993 TP19    | 9 tháng 10 năm 1993  | La Silla       | E. W. Elst                       |
| 16654 -         | 1993 TY29    | 9 tháng 10 năm 1993  | La Silla       | E. W. Elst                       |
| 16655 -         | 1993 TS33    | 9 tháng 10 năm 1993  | La Silla       | E. W. Elst                       |
| 16656 -         | 1993 TP37    | 9 tháng 10 năm 1993  | La Silla       | E. W. Elst                       |
| 16657           | 1993 UB      | 23 tháng 10 năm 1993 | Siding Spring  | R. H. McNaught                   |
| 16658 -         | 1993 UD1     | 16 tháng 10 năm 1993 | Farra d'Isonzo | Farra d'Isonzo                   |
| 16659 -         | 1993 UH1     | 19 tháng 10 năm 1993 | Palomar        | E. F. Helin                      |
| 16660 -         | 1993 US7     | 20 tháng 10 năm 1993 | La Silla       | E. W. Elst                       |
| 16661           | 1993 VS1     | 11 tháng 11 năm 1993 | Kushiro        | S. Ueda, H. Kaneda               |
| 16662           | 1993 VU1     | 11 tháng 11 năm 1993 | Kushiro        | S. Ueda, H. Kaneda               |
| 16663           | 1993 VG4     | 11 tháng 11 năm 1993 | Kushiro        | S. Ueda, H. Kaneda               |
| 16664 -         | 1993 VO4     | 9 tháng 11 năm 1993  | Caussols       | E. W. Elst                       |
| 16665 -         | 1993 XK      | 8 tháng 12 năm 1993  | Oizumi         | T. Kobayashi                     |
| 16666 Liroma    | 1993 XL1     | 7 tháng 12 năm 1993  | Palomar        | C. S. Shoemaker                  |
| 16667 -         | 1993 XM1     | 10 tháng 12 năm 1993 | Kitt Peak      | Spacewatch                       |
| 16668 -         | 1993 XN1     | 15 tháng 12 năm 1993 | Oizumi         | T. Kobayashi                     |
| 16669 Rionuevo  | 1993 XK3     | 8 tháng 12 năm 1993  | Palomar        | C. S. Shoemaker, D. H. Levy      |
| 16670 -         | 1994 AS2     | 14 tháng 1 năm 1994  | Oizumi         | T. Kobayashi                     |
| 16671 -         | 1994 AF3     | 13 tháng 1 năm 1994  | Kitami         | K. Endate, K. Watanabe           |
| 16672 Bedini    | 1994 BA1     | 17 tháng 1 năm 1994  | Cima Ekar      | A. Boattini, M. Tombelli         |
| 16673 -         | 1994 BF1     | 23 tháng 1 năm 1994  | Oizumi         | T. Kobayashi                     |
| 16674 Birkeland | 1994 BK3     | 16 tháng 1 năm 1994  | Caussols       | E. W. Elst, C. Pollas            |
| 16675 -         | 1994 CY1     | 8 tháng 2 năm 1994   | Kitami         | K. Endate, K. Watanabe           |
| 16676 -         | 1994 CA5     | 11 tháng 2 năm 1994  | Kitt Peak      | Spacewatch                       |
| 16677 -         | 1994 CT11    | 7 tháng 2 năm 1994   | La Silla       | E. W. Elst                       |
| 16678 -         | 1994 CC18    | 8 tháng 2 năm 1994   | La Silla       | E. W. Elst                       |
| 16679 -         | 1994 EQ2     | 14 tháng 3 năm 1994  | Kiyosato       | S. Otomo                         |
| 16680 -         | 1994 EP3     | 14 tháng 3 năm 1994  | Kitami         | K. Endate, K. Watanabe           |
| 16681 -         | 1994 EV7     | 11 tháng 3 năm 1994  | Palomar        | E. F. Helin                      |
| 16682 Donati    | 1994 FB      | 18 tháng 3 năm 1994  | Sormano        | M. Cavagna, V. Giuliani          |
| 16683 Alepieri  | 1994 JY      | 3 tháng 5 năm 1994   | San Marcello   | L. Tesi, G. Cattani              |
| 16684           | 1994 JQ1     | 11 tháng 5 năm 1994  | La Palma       | M. J. Irwin, A. N. Zytkow        |
| 16685 -         | 1994 JU8     | 8 tháng 5 năm 1994   | Kiyosato       | S. Otomo                         |
| 16686 -         | 1994 PL9     | 10 tháng 8 năm 1994  | La Silla       | E. W. Elst                       |
| 16687 -         | 1994 PN20    | 12 tháng 8 năm 1994  | La Silla       | E. W. Elst                       |
| 16688 -         | 1994 PN21    | 12 tháng 8 năm 1994  | La Silla       | E. W. Elst                       |
| 16689 Vistula   | 1994 PZ26    | 12 tháng 8 năm 1994  | La Silla       | E. W. Elst                       |
| 16690 -         | 1994 UR6     | 28 tháng 10 năm 1994 | Kitt Peak      | Spacewatch                       |
| 16691 -         | 1994 VS      | 3 tháng 11 năm 1994  | Oizumi         | T. Kobayashi                     |
| 16692 -         | 1994 VO1     | 3 tháng 11 năm 1994  | Oizumi         | T. Kobayashi                     |
| 16693 Moseley   | 1994 YC2     | 16 tháng 12 năm 1994 | Siding Spring  | D. J. Asher                      |
| 16694 -         | 1995 AJ      | 2 tháng 1 năm 1995   | Oizumi         | T. Kobayashi                     |
| 16695 -         | 1995 AM      | 7 tháng 1 năm 1995   | Kitt Peak      | Spacewatch                       |
| 16696 -         | 1995 BE7     | 28 tháng 1 năm 1995  | Kitt Peak      | Spacewatch                       |
| 16697 -         | 1995 CQ      | 1 tháng 2 năm 1995   | Kiyosato       | S. Otomo                         |
| 16698 -         | 1995 CX      | 3 tháng 2 năm 1995   | Oizumi         | T. Kobayashi                     |
| 16699 -         | 1995 DC      | 20 tháng 2 năm 1995  | Oizumi         | T. Kobayashi                     |
| 16700 Seiwa     | 1995 DZ      | 22 tháng 2 năm 1995  | Oizumi         | T. Kobayashi                     |